# Alluaudia humbertii
Espèce
Statut CITES
Alluaudia humbertii est une plante tropicale endémique de Madagascar de la famille des Didiereacées.